# Oliver Twist (film d'animation)
Pour les articles homonymes, voir Oliver Twist (homonymie).
Pour plus de détails, voir Fiche technique et Distribution.
Oliver Twist est un long-métrage animé américain sorti le 10 juillet 1974. Il dure 91 minutes distribué par Warner Bros. et a été produit par Filmation. 

## Synopsis
Le jeune Oliver Twist, orphelin depuis peu, fait la connaissance d'un pickpocket dans les rues de Londres. Après être devenu son ami, il se joint à un groupe d'enfants perdus qui sont obligés de voler pour survivre...

## Fiche technique
- Titre original : Oliver Twist
- Réalisation : Hal Sutherland
- Scénario : Ben Starr d'après le roman de Charles Dickens
- Musique : Ray Ellis et Norm Prescott
- Montage : Doreen A. Dixon et Joseph Simon
- Chansons : Richard Canada, Richard Delvy, Ed Fournier, Sherry Gaden et Dave Roberts
- Direction artistique : Don Christensen
- Directeur de la photographie : R.W. Pope
- Direction de l'animation : Rudy Larriva, Bill Reed, Ed Solomon, Don Towsley et Lou Zukor
- Productrice exécutive : Jacqueline Smith
- Producteur : Lou Scheimer et Norm Prescott
- Compagnies de production : Filmation Associates
- Compagnie de distribution : Warner Bros
- Pays d'origine :  États-Unis
- Langue : Anglais Mono
- Durée : 91 minutes
- Ratio : 1.37:1
- Image : Couleurs
- Laboratoire : CFI
- Négatif : 35 mm
- Format montage : 35 mm
- Genre : Animation

## Distribution

### Voix originales
- Josh Albee : Oliver Twist
- Les Tremayne : Fagin
- Dal McKennon : Charlie Bates
- Larry Storch : Le magistrat Fang
- Davy Jones : Le tire-au-flanc rusé